# Pavezin
Pavezin és un municipi francès situat al departament del Loira i a la regió d'Alvèrnia-Roine-Alps. L'any 2007 tenia 267 habitants.

## Demografia

### Població
El 2007 la població de fet de Pavezin era de 267 persones. Hi havia 102 famílies de les quals 20 eren unipersonals (16 homes vivint sols i 4 dones vivint soles), 33 parelles sense fills, 37 parelles amb fills i 12 famílies monoparentals amb fills.
La població ha evolucionat segons el següent gràfic:
Habitants censats

### Habitatges
El 2007 hi havia 146 habitatges, 110 eren l'habitatge principal de la família, 23 eren segones residències i 14 estaven desocupats. 139 eren cases i 6 eren apartaments. Dels 110 habitatges principals, 94 estaven ocupats pels seus propietaris, 10 estaven llogats i ocupats pels llogaters i 5 estaven cedits a títol gratuït; 15 tenien dues cambres, 13 en tenien tres, 27 en tenien quatre i 54 en tenien cinc o més. 78 habitatges disposaven pel capbaix d'una plaça de pàrquing. A 42 habitatges hi havia un automòbil i a 61 n'hi havia dos o més.

### Piràmide de població
La piràmide de població per edats i sexe el 2009 era:
| Homes | Edats   | Dones |
| ----- | ------- | ----- |
| 0     | 95 o +  | 0     |
| 0     | 90 a 94 | 0     |
| 0     | 85 a 89 | 0     |
| 0     | 80 a 84 | 4     |
| 8     | 75 a 79 | 12    |
| 8     | 70 a 74 | 4     |
| 0     | 65 a 69 | 16    |
| 4     | 60 a 64 | 4     |
| 0     | 55 a 59 | 0     |
| 8     | 50 a 54 | 8     |
| 24    | 45 a 49 | 16    |
| 20    | 40 a 44 | 8     |
| 4     | 35 a 39 | 16    |
| 4     | 30 a 34 | 8     |
| 16    | 25 a 29 | 4     |
| 4     | 20 a 24 | 8     |
| 12    | 15 a 19 | 0     |
| 16    | 10 a 14 | 8     |
| 4     | 5 a 9   | 16    |
| 0     | 0 a 4   | 8     |

## Economia
El 2007 la població en edat de treballar era de 184 persones, 140 eren actives i 44 eren inactives. De les 140 persones actives 128 estaven ocupades (77 homes i 51 dones) i 12 estaven aturades (3 homes i 9 dones). De les 44 persones inactives 13 estaven jubilades, 8 estaven estudiant i 23 estaven classificades com a «altres inactius».

### Ingressos
El 2009 a Pavezin hi havia 122 unitats fiscals que integraven 321 persones, la mediana anual d'ingressos fiscals per persona era de 17.251 €.

### Activitats econòmiques
Dels 6 establiments que hi havia el 2007, 2 eren d'empreses de fabricació d'altres productes industrials, 1 d'una empresa de comerç i reparació d'automòbils i 3 d'empreses d'hostatgeria i restauració.
Dels 2 establiments de servei als particulars que hi havia el 2009, 1 era un taller de reparació d'automòbils i de material agrícola i 1 restaurant.
L'any 2000 a Pavezin hi havia 16 explotacions agrícoles que ocupaven un total de 184 hectàrees.

## Equipaments sanitaris i escolars
El 2009 hi havia una escola elemental integrada dins d'un grup escolar amb les comunes properes formant una escola dispersa.

## Poblacions més properes
El següent diagrama mostra les poblacions més properes.